# Xã Ryan, Quận LaMoure, Bắc Dakota
Xã Ryan (tiếng Anh: Ryan Township) là một xã thuộc quận LaMoure, tiểu bang Bắc Dakota, Hoa Kỳ. Năm 2010, dân số của xã này là 70 người.